# Nuria Salido
Nuria Belén Salido Reyes (Alicante), más conocida como Nuria Salido, es una ex gimnasta rítmica española que fue componente de la selección española en modalidad individual. Fue campeona de España en la categoría infantil en 1981 y de honor en 1985. Es hermana de la también ex gimnasta rítmica Jéssica Salido.

## Biografía deportiva

### Inicios

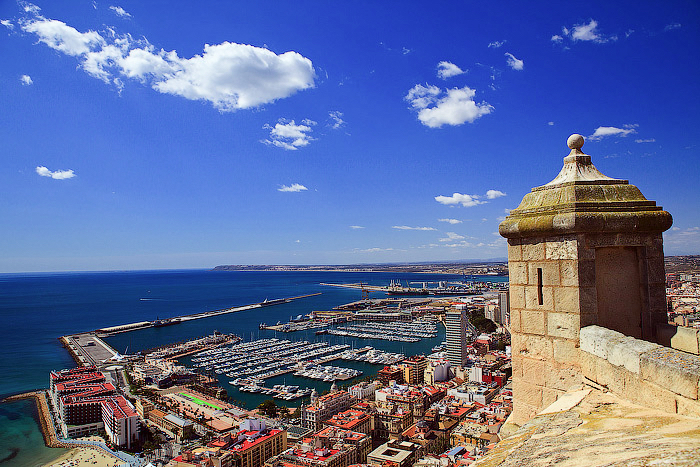
Salido nació en la ciudad de Alicante, iniciándose en la gimnasia rítmica en el Club Atlético Montemar.

Se inició en el Club Atlético Montemar de Alicante. En 1980 fue 4.ª en la 3.ª categoría del Campeonato de España Individual, celebrado en Alicante. En 1981, fue campeona de España infantil en el Campeonato de España Individual, disputado en Pamplona.

### Etapa en la selección nacional
En 1985 fue convocada por Emilia Boneva para formar parte de la selección nacional de gimnasia rítmica de España en modalidad individual. Ese mismo año fue 10.ª en la I Copa Internacional Ciudad de Barcelona y gimnasta suplente en el Campeonato Mundial de Valladolid. En diciembre de 1985, con solo 13 años de edad, fue campeona de España en categoría de honor en Cádiz. En 1986 participó en la II Copa Internacional Ciudad de Barcelona, siendo 7.ª, el torneo de Maco de Compostela (Filipinas), logrando la 6.ª plaza, y en el de Corbeil-Essonnes (Francia), donde fue 29.ª

### Retirada de la gimnasia
Tras su retirada, se formó como Entrenadora Nacional de Gimnasia Rítmica y es diplomada en Magisterio (especialidad de Educación Física) y TAFAD (Técnico Superior en Animación de Actividades Físicas y Deportivas).
Como entrenadora de gimnasia rítmica, ha trabajado en el Club Atlético Montemar, en diferentes colegios alicantinos y en el Patronato Municipal de Deportes de Alicante. Además, ha sido entrenadora del equipo nacional júnior de gimnasia rítmica para 4 Campeonatos de Europa. En el Club Atlético Montemar ha dirigido a gimnastas como Jennifer Colino, Marta Linares o Isabel Pagán. En la actualidad sigue siendo entrenadora en el Club Montemar, del que es directora técnica su hermana Jéssica. Con él ha logrado numerosas medallas a nivel provincial, autonómico y nacional.
El 16 de noviembre de 2019, con motivo del fallecimiento de Emilia Boneva, unas 70 exgimnastas nacionales, entre ellas Nuria, se reunieron en el tapiz para rendirle tributo durante el Euskalgym. El evento tuvo lugar ante 8.500 asistentes en el Bilbao Exhibition Centre de Baracaldo y fue seguido además de una cena homenaje en su honor.

## Palmarés deportivo

### A nivel de club
| 1980 - Campeonato de España Individual en Alicante 4.º puesto en concurso general (3.ª categoría) 1981 - Campeonato de España Individual en Pamplona Oro en concurso general (categoría infantil) | 1985 - Campeonato de España Individual en Cádiz Oro en concurso general (categoría de honor) |

### Selección española
1985 
- I Copa Internacional Ciudad de Barcelona

10.º puesto en concurso general
 1986 
- II Copa Internacional Ciudad de Barcelona

7.º puesto en concurso general
- Torneo de Maco

6.º puesto en concurso general
- Torneo de Corbeil-Essonnes

29.º puesto en concurso general

## Premios, reconocimientos y distinciones
- Mejor Deportista Femenina de 1985 en los Premios Deportivos Provinciales de la Diputación de Alicante (1986)[8]

## Filmografía

### Programas de televisión
| Programas de televisión | Programas de televisión | Programas de televisión | Programas de televisión |
| Año                     | Título                  | Cadena                  | Notas                   |
| ----------------------- | ----------------------- | ----------------------- | ----------------------- |
| 1982                    | Dabadabadá              | La 1 de TVE             | Invitada                |